# Fantastic (magasin)
Fantastic var en fantasy-tidning (senare även science fiction) publicerad i USA mellan 1952 och 1980. Tidningen grundades av Ziff Davis som ett fantasykomplement till science fiction-tidningen Amazing Stories. Fantastic blev snabbt populär och lösnummerförsäljningen ökade snabbt. Efter några år vände dock försäljningssiffrorna kraftigt nedåt och redaktören Howard Browne tvingades att byta ut fantasyinnehållet mot det mer populära science fiction-temat. Bytet orsakade emellertid att redaktören själv förlorade intresse för tidningen, vilket anses ha sänkt dess kvalitet avsevärt.